# The Dungeons

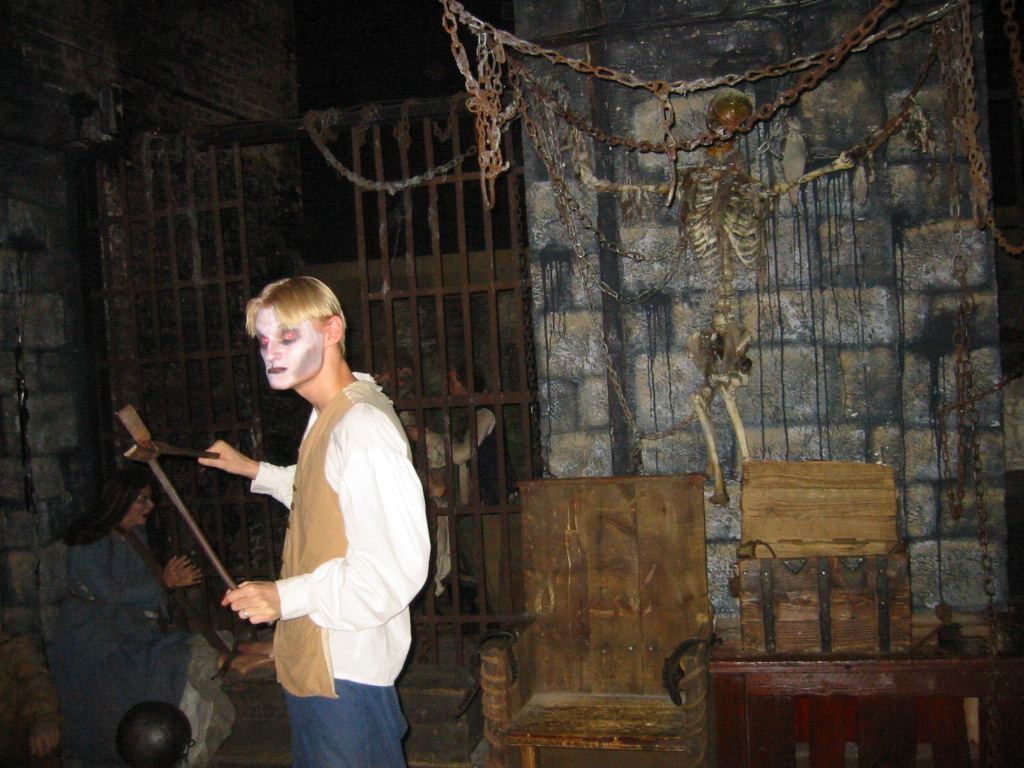
Inuti Dungeon

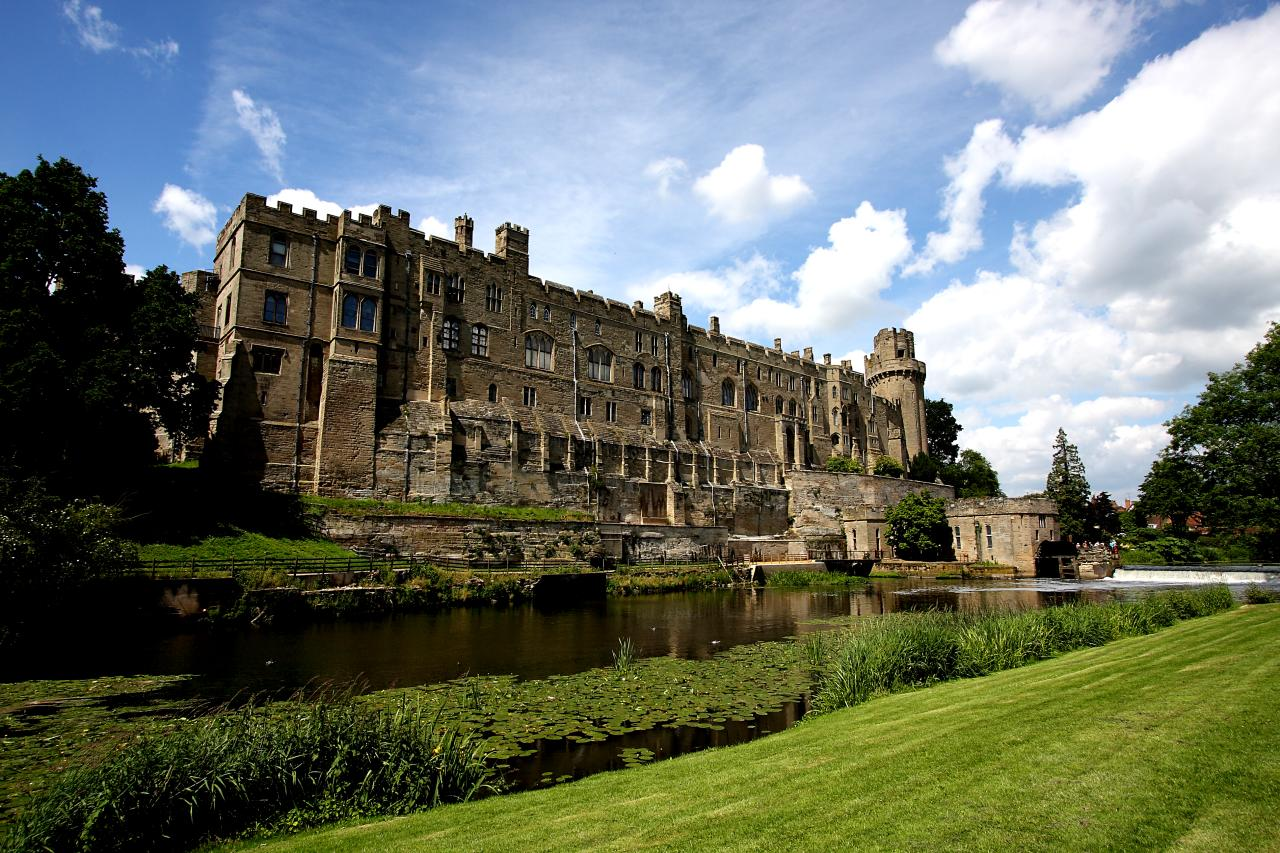
The Castle Dungeon i Warwick Castle

The Dungeons är olika skräckkabinett som ägs av företaget Merlin Entertainments. Den första, London Dungeon öppnade i London år 1974. Eftersom Merlin är ett engelskt underhållningsföretag så ligger de flesta Dungeons i Storbritannien. Alla har riktiga skådespelare samt olika rum med tema såsom Domedagen, Tortyrkammaren och Labyrinth Maze of Mirrors. År 2000 öppnades Hamburg Dungeon som var den första Dungeon utanför Storbritannien. 2013 öppnades Berlin Dungeon och 2014 San Francisco Dungeon, den senaste i raden av skräckkabinett.

## The Dungeons i olika städer
- London Dungeon, London  Storbritannien 1974
- York Dungeon, York  Storbritannien 1986
- Hamburg Dungeon, Hamburg  Tyskland 2000
- Edinburgh Dungeon, Edinburgh  Storbritannien 2001
- Amsterdam Dungeon, Amsterdam  Nederländerna 2005
- The Castle Dungeon, Warwick  Storbritannien 2009
- Blackpool Tower Dungeon, Blackpool  Storbritannien 2011
- Berlin Dungeon, Berlin  Tyskland 2013
- San Francisco Dungeon, San Francisco   USA 2014

## Bilder

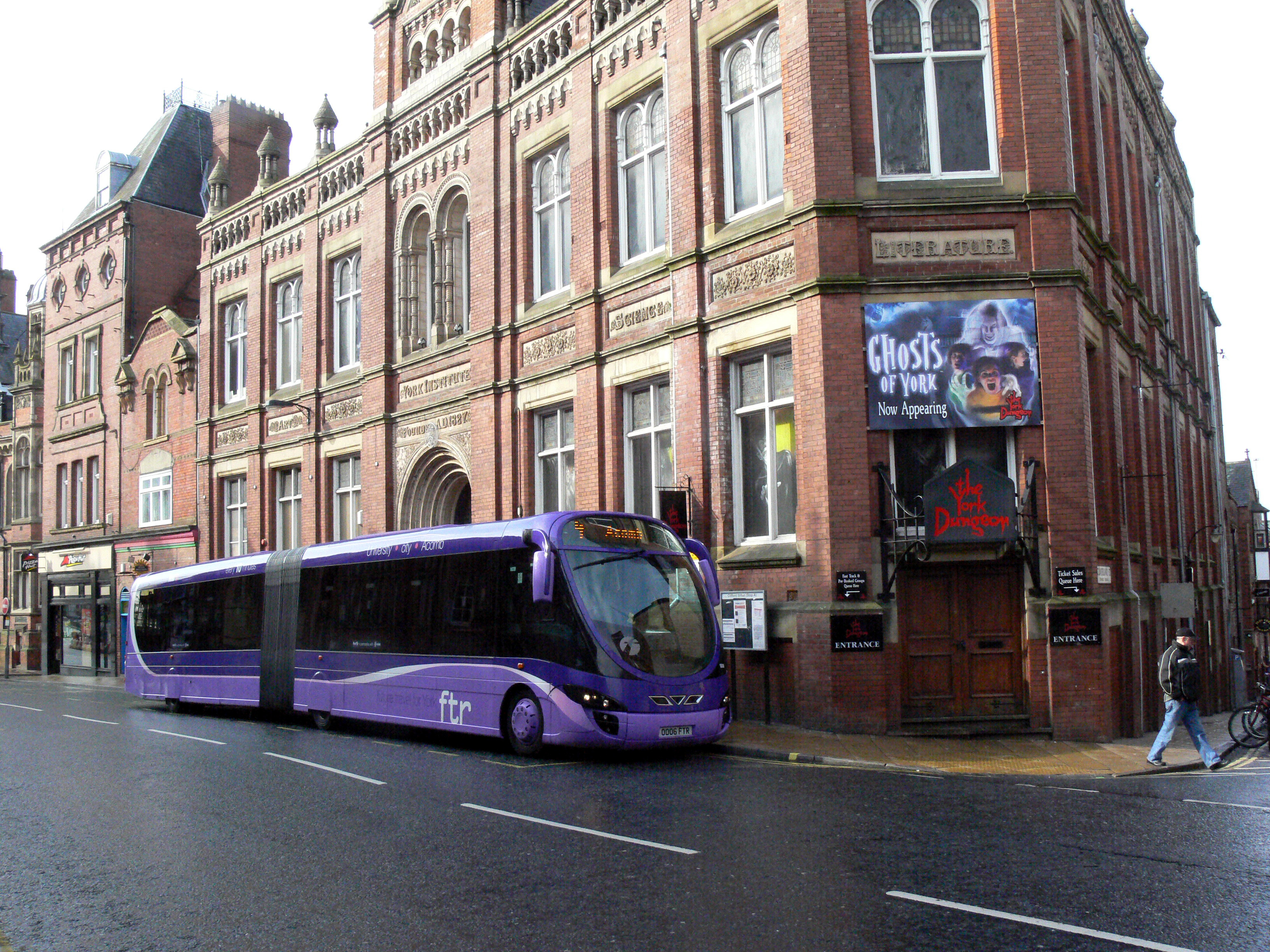
York Dungeon i York
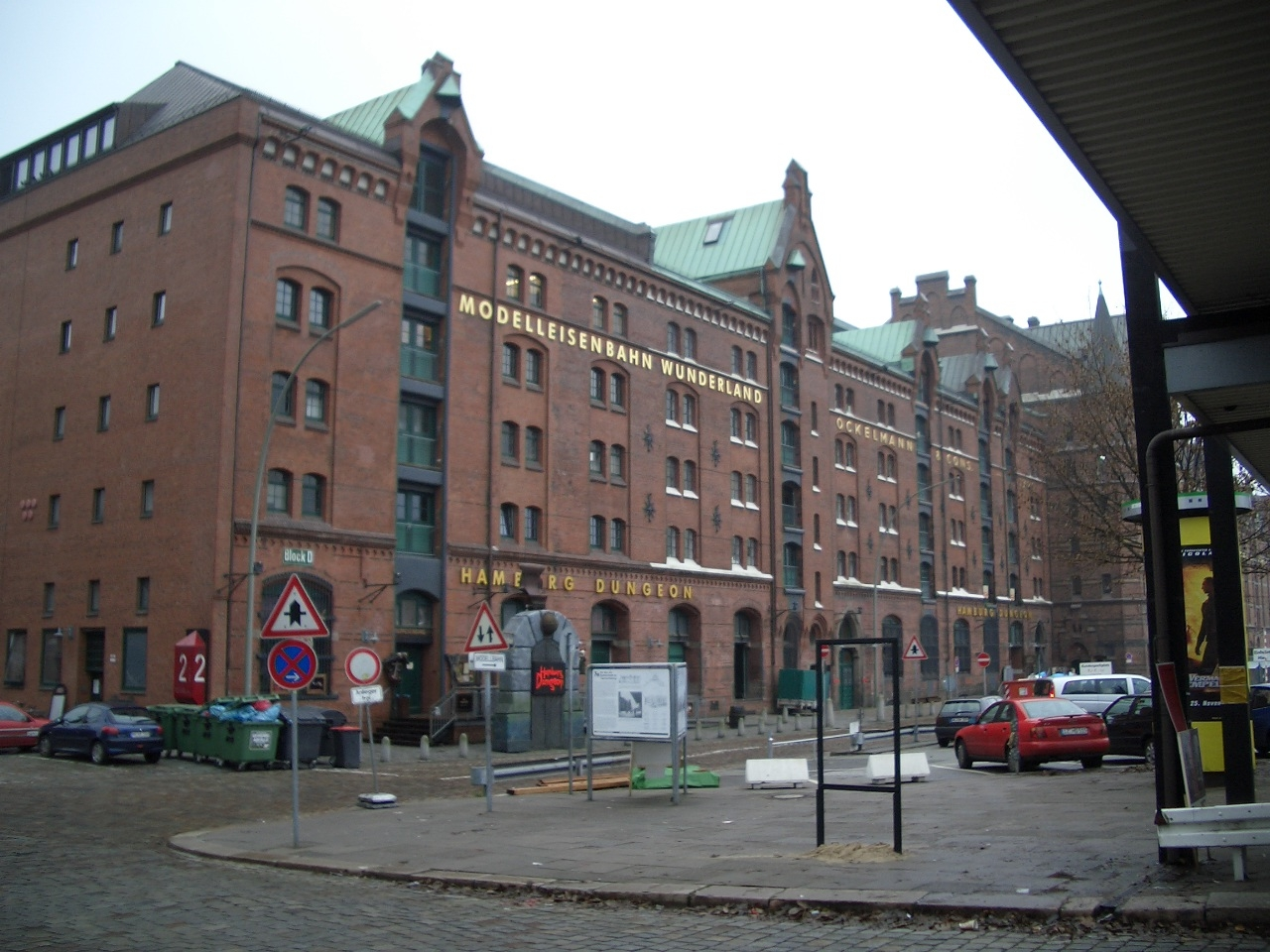
Hamburg Dungeon i Speicherstadt, Hamburg
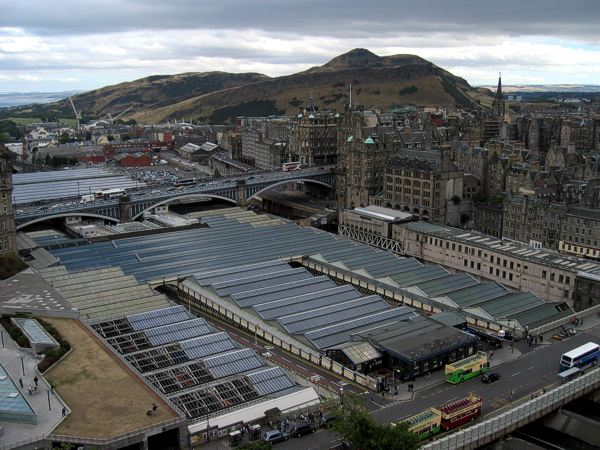
Edinburgh Dungeon vid Edinburgh centralstation
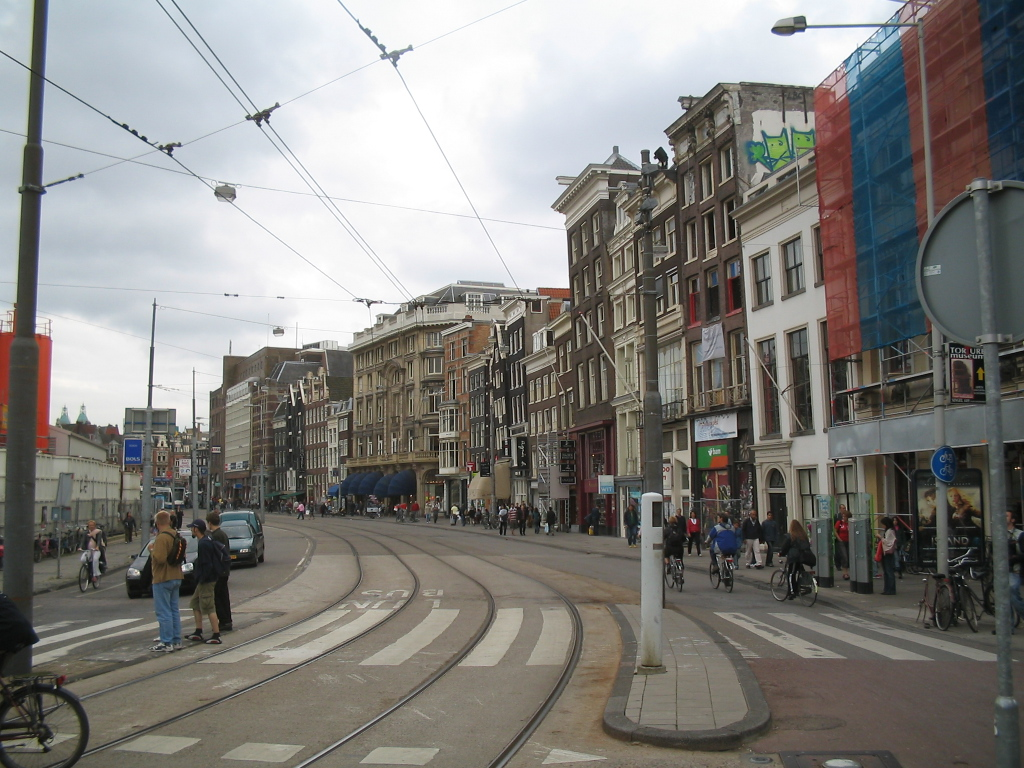
Amsterdam Dungeon på Rokin i Amsterdam
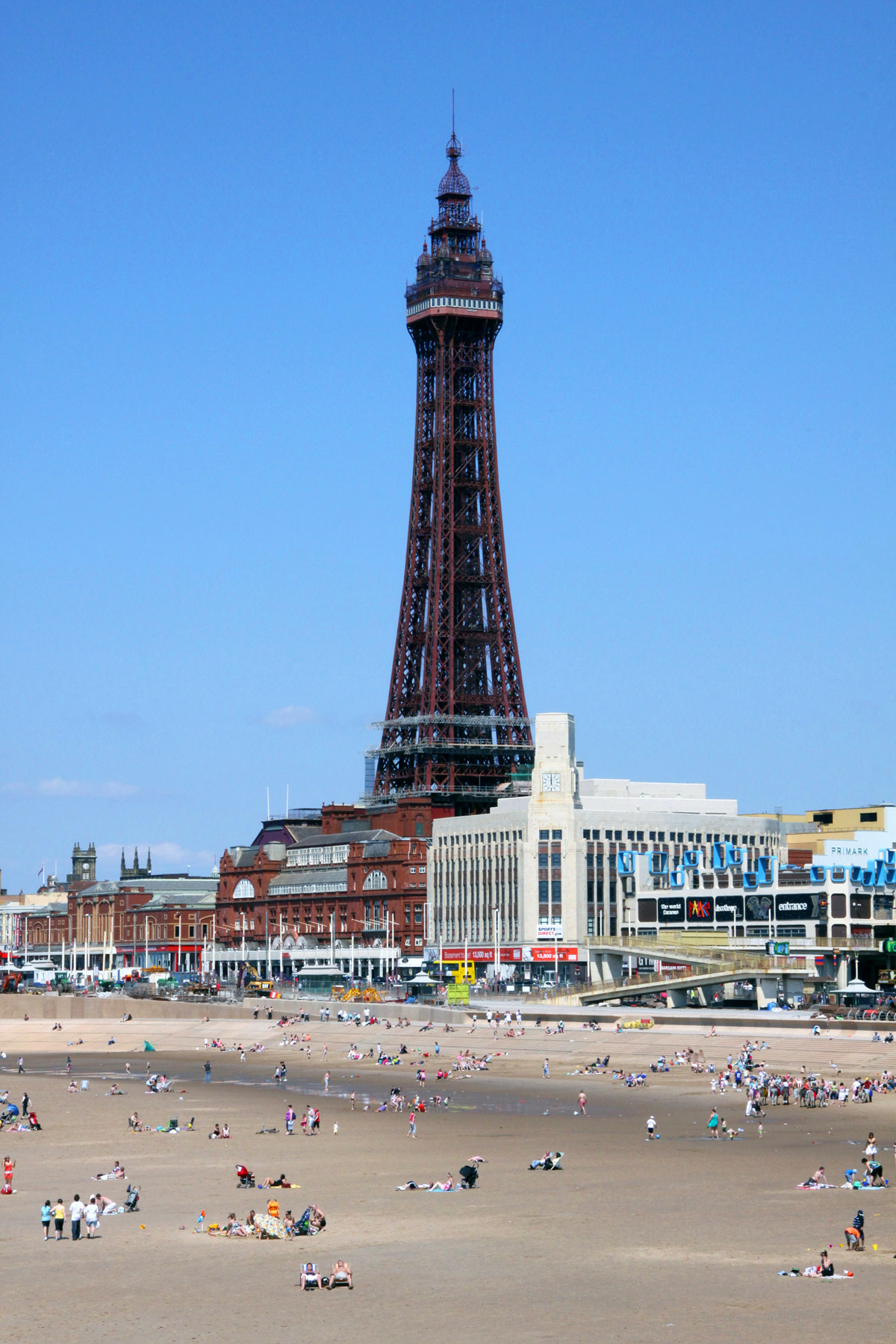
Blackpool Tower Dungeon
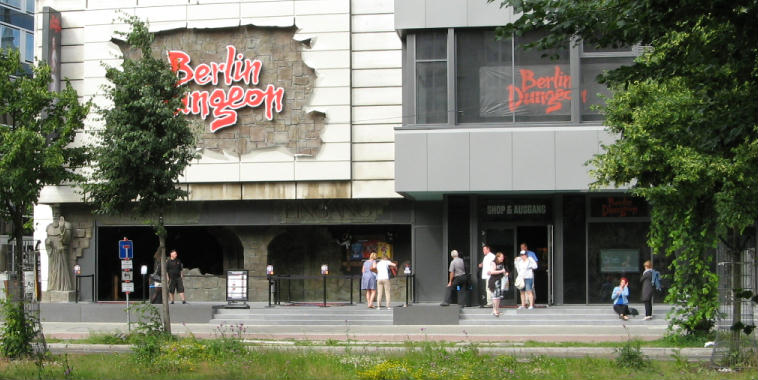
Berlin Dungeon på Spandauer Strasse